# Liste des meilleurs marqueurs à trois points en NBA en playoffs
Cette page présente la liste des meilleurs marqueurs à trois points en playoffs NBA en carrière.

## Explications
Actuellement, dix joueurs de cette liste sont encore en activité. Les paniers à trois points sont comptabilisés en National Basketball Association (NBA) depuis la saison 1979-1980. Certaines statistiques de joueurs se trouvent être sous-évaluées, soit du fait de la non-prise en compte des paniers à trois points durant une grande partie de leur carrière en NBA antérieure à 1979, soit du fait d'avoir évolué dans la ligue concurrente de l'époque, l'ABA.

## Classement

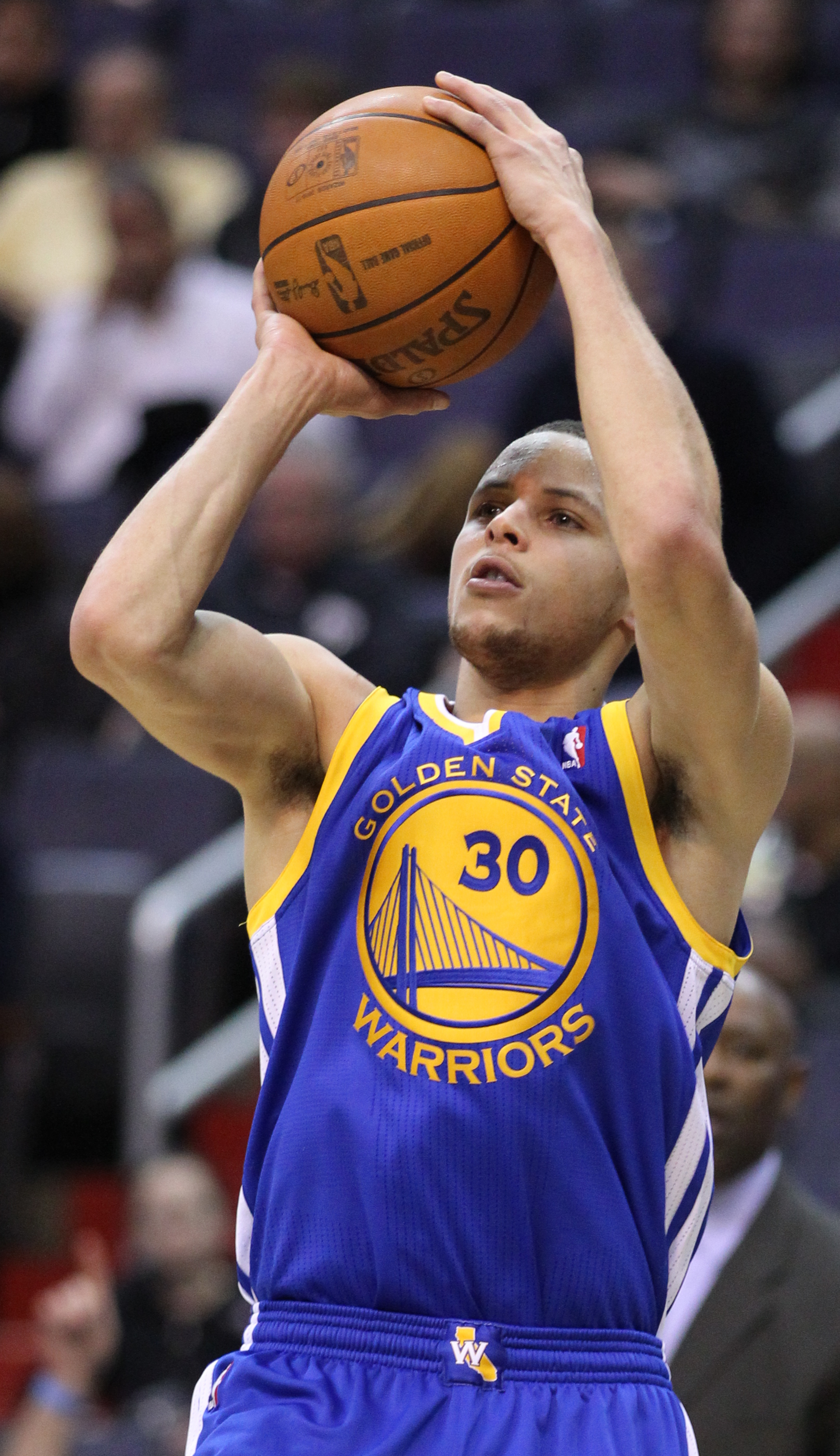
Stephen Curry (1er)

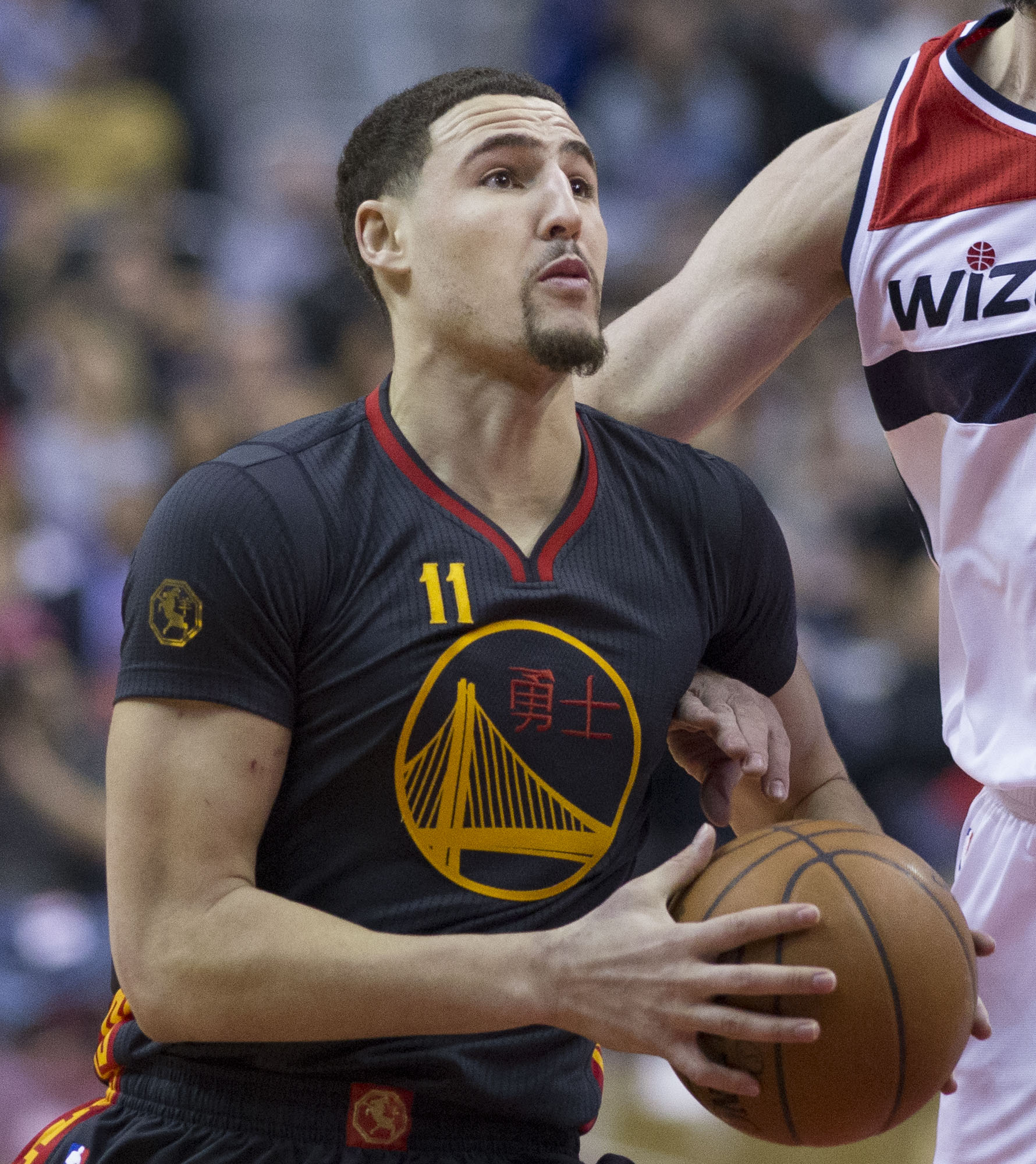
Klay Thompson (2e)

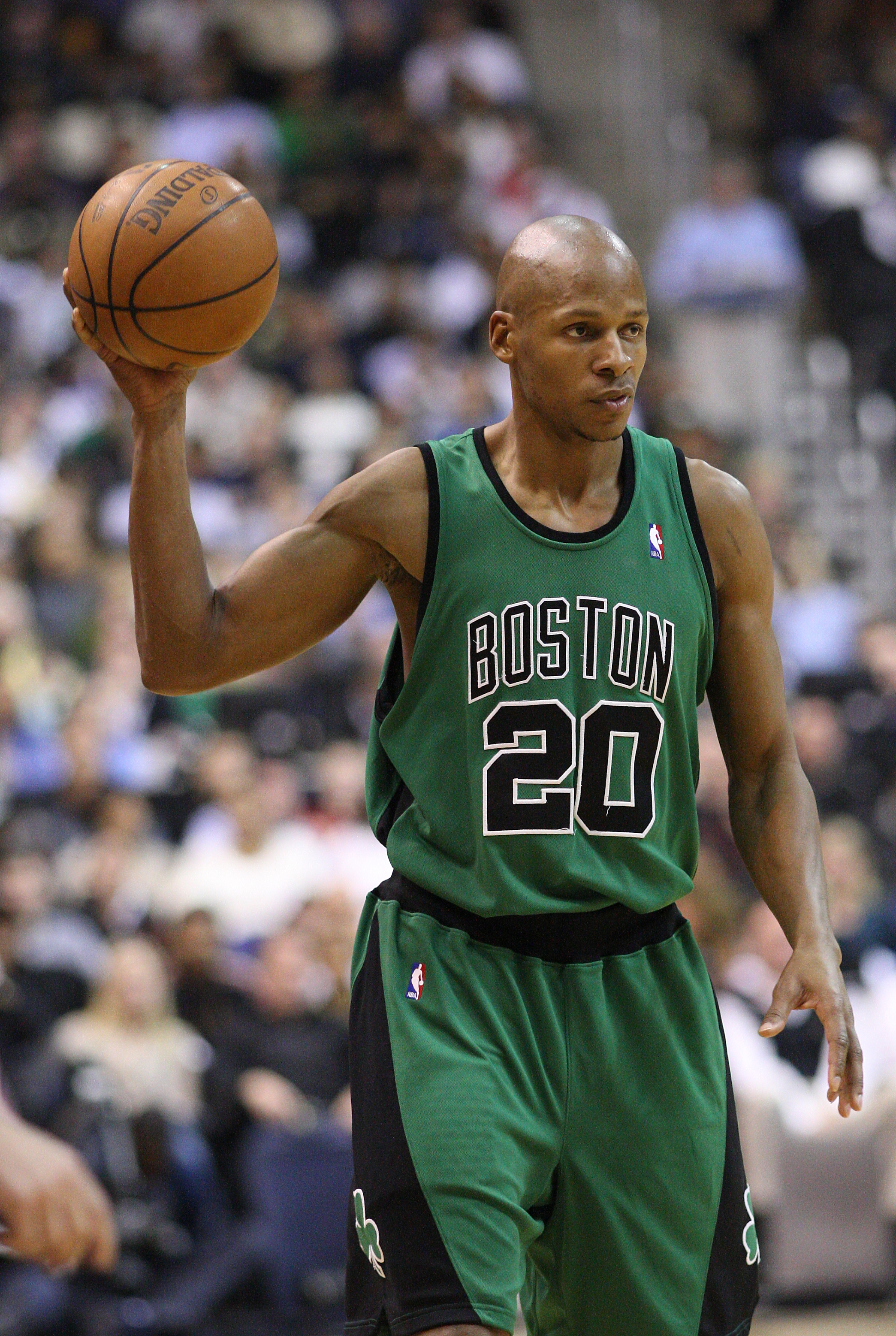
Ray Allen (5e)

| ^ | Joueur en activité en NBA                                       |
| * | Joueur intronisé au Basketball Hall of Fame                     |
| ° | Joueur ne répondant pas aux critères du Basketball Hall of Fame |

- Mise à jour le 19 ma! 2025.

| Rang | Nom              | Poste              | Réussis | Tentés | Taux de réussite | C |
| ---- | ---------------- | ------------------ | ------- | ------ | ---------------- | - |
| 1    | Stephen Curry    | Meneur             | 650     | 1 637  | 39,69 %          | ^ |
| 2    | Klay Thompson    | Arrière            | 501     | 1 237  | 40,50 %          | ^ |
| 3    | LeBron James     | Ailier/Ailier fort | 480     | 1 443  | 33,21 %          | ^ |
| 4    | James Harden     | Arrière/Meneur     | 434     | 1 275  | 33,96 %          | ^ |
| 5    | Ray Allen        | Arrière            | 385     | 959    | 40,15 %          | * |
| 6    | Kevin Durant     | Ailier             | 366     | 1 029  | 35,57 %          | ^ |
| 7    | Manu Ginóbili    | Arrière            | 324     | 905    | 35,90 %          | * |
| 8    | Reggie Miller    | Arrière            | 320     | 820    | 39,02 %          | * |
| 9    | Danny Green      | Arrière/Ailier     | 315     | 812    | 38,79 %          | ^ |
| 10   | J.R. Smith       | Arrière/Ailier     | 294     | 801    | 36,70 %          | ^ |
| 11   | Kobe Bryant      | Arrière            | 292     | 882    | 33,11 %          | * |
| 11   | Jayson Tatum     | Ailier             | 292     | 840    | 34,51 %          | ^ |
| 13   | Derek Fisher     | Meneur/Arrière     | 285     | 715    | 39,86 %          |   |
| 14   | Paul Pierce      | Ailier/Arrière     | 276     | 777    | 35,46 %          | * |
| 14   | Paul George      | Ailier             | 276     | 783    | 35,24 %          | ^ |
| 16   | Chauncey Billups | Meneur             | 267     | 729    | 36,63 %          | * |
| 17   | Jaylen Brown     | Arrière/Ailier     | 263     | 742    | 35,64 %          | ^ |
| 18   | Robert Horry     | Ailier fort        | 261     | 728    | 35,85 %          |   |
| 19   | Kyle Korver      | Arrière/Ailier     | 251     | 641    | 39,16 %          | ° |
| 20   | Kawhi Leonard    | Ailier             | 249     | 624    | 39,86 %          | ^ |
| 21   | Chris Paul       | Meneur             | 244     | 654    | 37,30 %          | ^ |
| 22   | Kyle Lowry       | Meneur             | 238     | 704    | 33,81 %          | ^ |
| 23   | Jason Kidd       | Meneur             | 236     | 733    | 32,20 %          | * |
| 24   | Kyrie Irving     | Meneur             | 225     | 574    | 39,20 %          | ^ |
| 25   | Jason Terry      | Arrière            | 221     | 574    | 38,50 %          | ° |